# Henry Norris Russell Lectureship

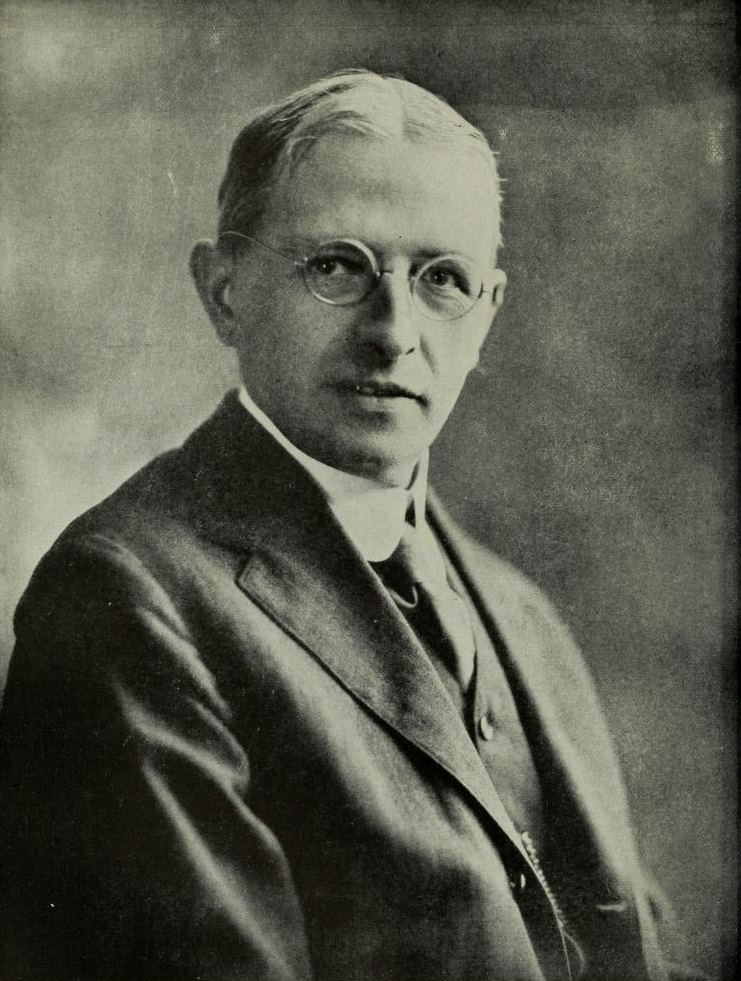
Portrait d'Henry Norris Russell.

Le prix Henry Norris Russell Lectureship est remis chaque année depuis 1946 par l'American Astronomical Society (AAS), en reconnaissance d'une vie consacrée à la recherche dans le domaine de l'astronomie.

## Lauréats
- 1946 : Henry Norris Russell
- 1947 : Walter Sydney Adams
- 1948 : Pas de prix remis cette année-là
- 1949 : Subrahmanyan Chandrasekhar
- 1950 : Harlow Shapley
- 1951 : Jan Oort
- 1952 : Pas de prix remis cette année-là
- 1953 : Enrico Fermi
- 1953 : Lyman Spitzer
- 1954 : Pas de prix remis cette année-là
- 1955 : Paul Merrill
- 1956 : Joel Stebbins
- 1957 : Otto Struve
- 1958 : Walter Baade
- 1959 : Gerard P. Kuiper
- 1960 : Martin Schwarzschild
- 1961 : William Wilson Morgan
- 1962 : Grote Reber
- 1963 : William Fowler
- 1964 : Ira S. Bowen
- 1965 : Bengt Strömgren
- 1966 : Richard Tousey
- 1967 : Otto Neugebauer
- 1968 : John G. Bolton
- 1969 : Eugene Parker
- 1970 : Jesse Greenstein
- 1971 : Fred Hoyle
- 1972 : Allan Sandage
- 1973 : Leo Goldberg
- 1974 : Edwin Salpeter
- 1975 : George Herbig
- 1976 : Cecilia Payne-Gaposchkin
- 1977 : Olin C. Wilson
- 1978 : Maarten Schmidt
- 1979 : Peter Goldreich
- 1980 : Jeremiah P. Ostriker
- 1981 : Riccardo Giacconi
- 1982 : Bart Bok
- 1983 : Herbert Friedman
- 1984 : Margaret Burbidge
- 1985 : Olin J. Eggen
- 1986 : Albert Whitford
- 1987 : Fred L. Whipple
- 1988 : Gérard de Vaucouleurs
- 1989 : Icko Iben, Jr.
- 1990 : Sidney van den Bergh
- 1991 : Donald Osterbrock
- 1992 : Lawrence H. Aller
- 1993 : James Peebles
- 1994 : Vera Rubin
- 1995 : Robert Kraft
- 1996 : Gerry Neugebauer
- 1997 : Alastair Cameron
- 1998 : Charles Townes
- 1999 : John Bahcall
- 2000 : Donald Lynden-Bell
- 2001 : Wallace Sargent
- 2002 : George Wallerstein (en)
- 2003 : George Wetherill
- 2004 : Martin Rees
- 2005 : James E. Gunn
- 2006 : Bohdan Paczyński
- 2007 : David L. Lambert
- 2008 : Rashid Sunyaev
- 2009 : George W. Preston
- 2010 : Margaret J. Geller
- 2011 : Sandra M. Faber
- 2012 : William David Arnett (en)
- 2013 : Kenneth Freeman
- 2014 : George B. Field
- 2015 : Giovanni G. Fazio (en)
- 2016 : Christopher F. McKee
- 2017 : Eric Becklin
- 2018 : Joseph Silk
- 2019 : Ann Merchant Boesgaard (en)
- 2020 : Scott Tremaine
- 2021 : Nick Scoville (en)
- 2022 : Richard Mushotzky
- 2023 : Frank Shu